# Marrana

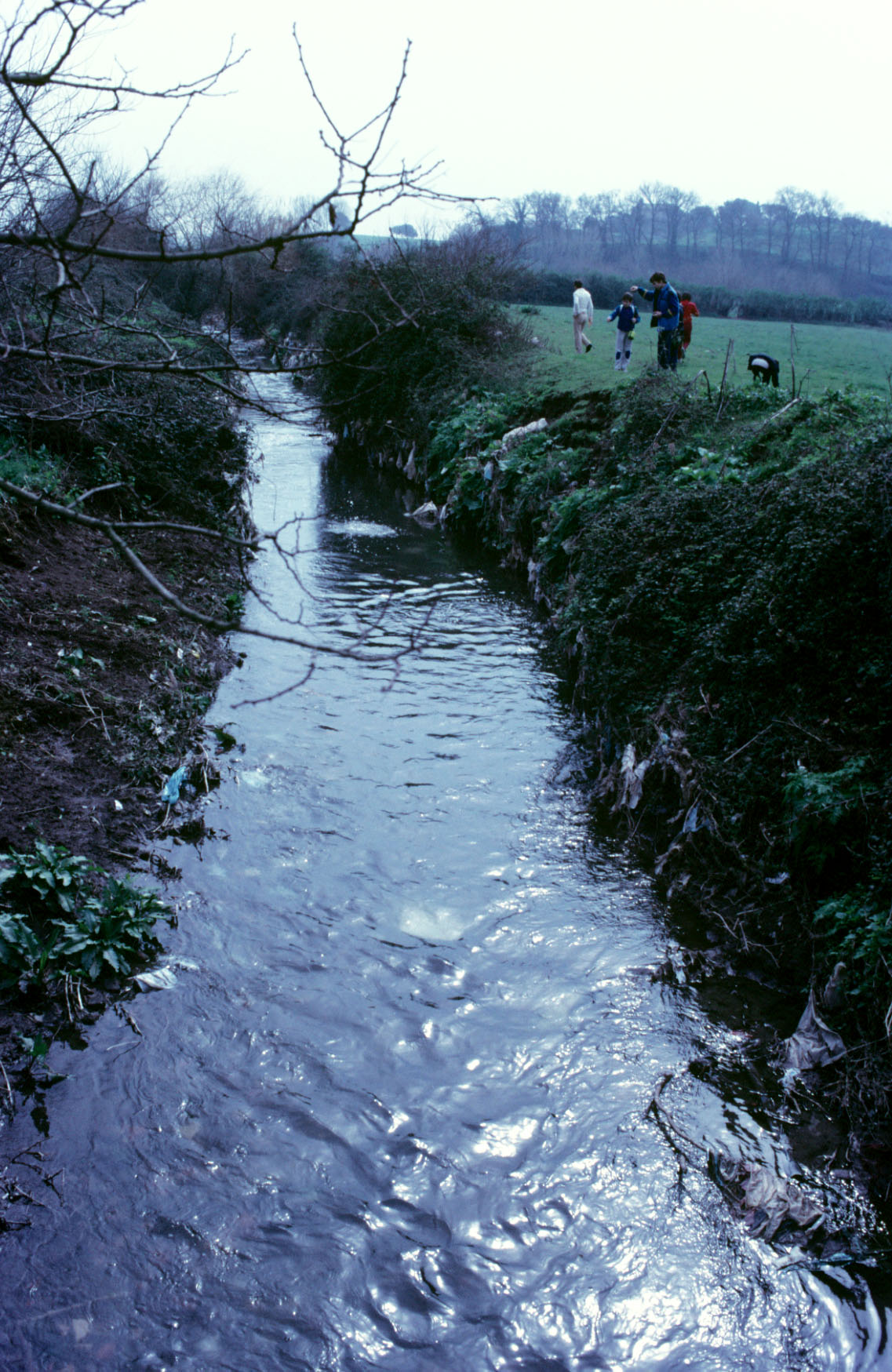
L'Almone nella Valle della Caffarella (1986)

Con il termine marrana (o marana) vengono indicati, soprattutto nella campagna romana (o nel Tavoliere delle Puglie), i fossi e i piccoli corsi d'acqua che attraversano zone suburbane, o comunque territori non montani.
Il termine sembra derivi da Ager maranus, zona nei pressi della via Appia, dove scorreva (e in parte scorre tuttora) il fosso dell'Acqua Mariana. Per estensione la parola passò poi a indicare tutti i fossi cittadini.

## Lemarraneromane
Le principali marrane romane sono:
- la marrana della Caffarella
- la marrana di Tor Sapienza-Tor Tre Teste
- la marrana di Fiorano-Fioranello
- la marrana della Cecchignola
- la marrana dell'Acqua Acetosa
- la marrana di Vallerano
- la Magliana
- la marrana della Crescenza (due ponti)-Acquatraversa
- la marrana di San Basilio
- la marrana di Morena
- la marrana di Grotta Perfetta
- la marrana dell'Acqua Mariana
- la marranella
- la marrana di San Giorgio

Altre marrane minori, che prendono generalmente il nome dalle zone in cui sorgono sono: la marrana di Val Melaina, la marrana di Settecamini, la marrana dell'acqua vergine, la marrana di Lunghezza, la marrana di San Vittorino.

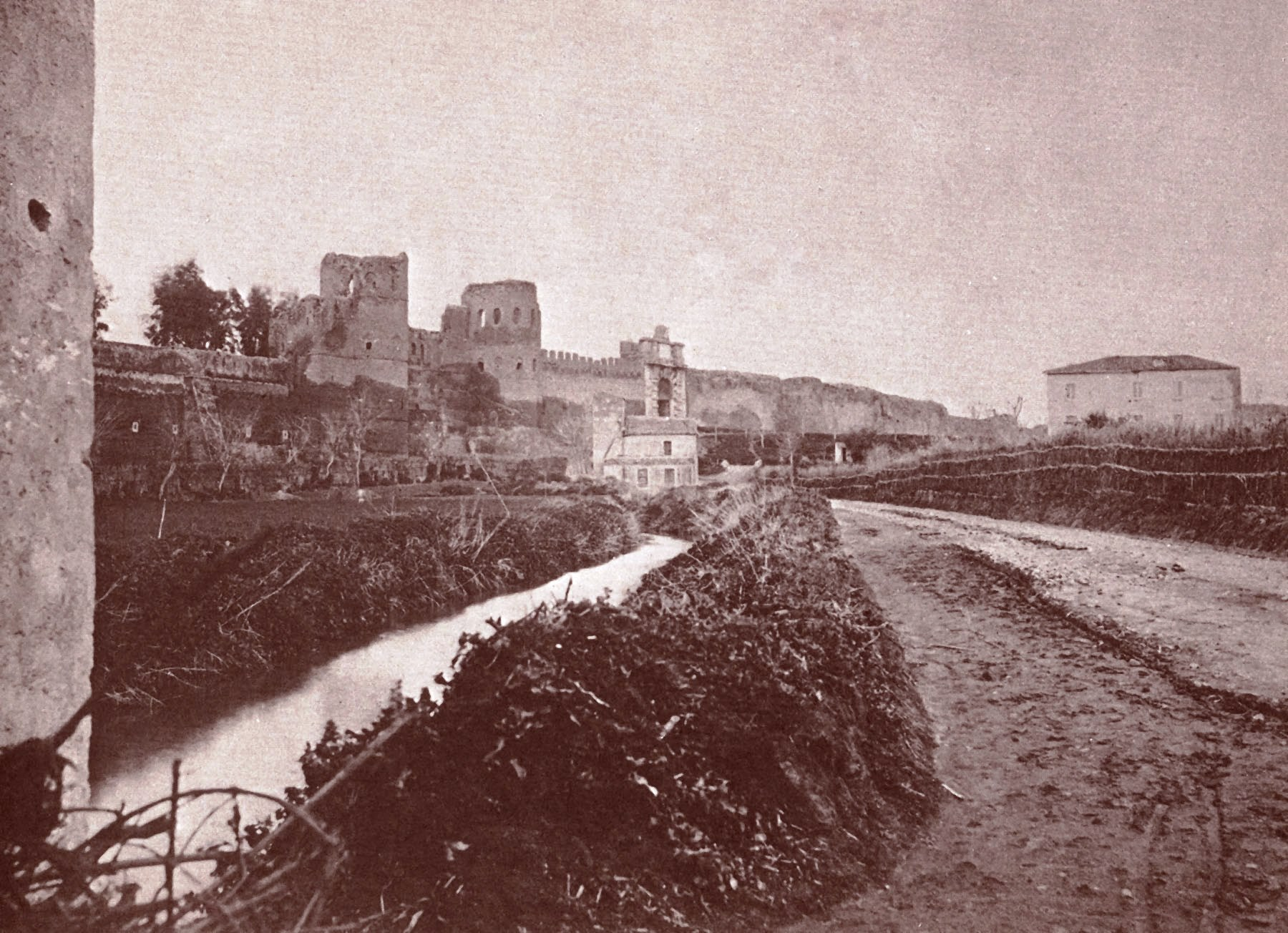
Il fosso delle tre Madonne fuori Porta San Giovanni nell'attuale via Sannio in una foto del 1868

Alcune marrane sono state interrate nel secolo scorso durante i lavori di sviluppo urbanistico che poco spazio hanno lasciato all'originaria idrografia della città (marrana del Fosso di Sant'Agnese, marrana di Centocelle, marrana di Bravetta, marrana di Casal de' Pazzi, la marrana del Mandrione, la marrana di Torre Angela).

## Lemaranedel Tavoliere
Analogamente a quanto avviene nella Campagna romana, nel Tavoliere delle Puglie per marana si intende un fosso o ruscello derivante dall'affioramento di una falda freatica locale (diversamente dai fiumi e torrenti, che invece discendono dall'Appennino campano o dalle sue propaggini, costituite dai Monti della Daunia).